# Гомес де Саласар, Федерико
Федерико Гомес де Саласар-и-Ньето (исп. Federico Gómez de Salazar y Nieto; 29 декабря 1912, Толедо — 24 января 2006, Мадрид) — испанский военный деятель, сражавшийся за националистическую фракцию во время гражданской войны в Испании. Был генерал-губернатором Испанской Сахары, когда правительство Марокко организовало «Зелёный марш» в 1975 году, и возглавлял Высший совет военной юстиции, который рассматривал дела военнослужащих вооружённых сил Испании, участвовавших в попытке государственного переворота в 1981 году.

## Биография
В 1929 году поступил в Генеральскую военную академию Сарагосы, где его обучал генерал Франсиско Франко. В 1932 году ему было присвоено звание прапорщика, а в 1933 году звание лейтенанта. 24 марта 1937 года получил звание капитана, когда служил в регуларес. Участвовал в гражданской войне в Испании, был награждён Военной медалью Испании за храбрость. Также воевал на Восточном фронте Второй мировой войны в рядах Голубой дивизии и 250-й пехотной дивизии германского вермахта.
В 1944 году получил звание коммандера, получив в 1946 году диплом об окончании учёбы Генеральского штаба армии, а затем — диплом Генеральского штаба ВМФ. В 1957 году ему было присвоено звание подполковника, а в 1965 году — полковника. В 1970 году получил звание генерала, генерал-майора в сентябре 1973 года и генерал-лейтенанта в мае 1976 года.
В июне 1974 года был назначен генерал-губернатором Испанской Сахары. Получил широкую известность, когда 6 ноября 1975 года столкнулся с Зелёным маршем, мероприятием, организованном королём Марокко Хасаном II, на подконтрольную ему территорию вторглись около 350 000 невооружённых марокканских гражданских лиц. Подсчитав, что в случае проявления насилия погибнет около 30 000 человек, он взял на себя ответственность за операцию по экстренной эвакуации и демилитаризацию после подписания Мадридских соглашений.
В 1976 году, вернувшись в Испанию и получив назначение в Генеральский штаб, Гомес де Саласар председательствовал в Военном совете, который судил обвиняемых, принадлежащих к подпольному Демократическому военному союзу, находившемуся в Ойо-де-Мансанарес (Мадрид). В январе 1977 года был назначен генерал-капитаном I военного округа Мадрида, на этой должности оставался до сентября 1978 года.
23 сентября 1981 года вошёл в состав трибунала, созданного Высшим советом военной юстиции для судебного разбирательства по делу участников попытки государственного переворота в Испании, став пост председателем после болезни генерал-лейтенанта Луиса Альвареса Родригеса, отработав на этой должности до 3 марта 1982 года.

## Личная жизнь
Был женат на Марии Хесус Хирон, дочери Хосе Антонио Хирона, от которой у него было двое детей. Скончался в Мадриде 24 января 2006 года в возрасте 93 лет.